# João Contostefano (filho de Estêvão)
João Comneno Contostefano (em grego: Ἰωάννης Κομνηνός Κοντοστέφανος; romaniz.: Ioánnes Komnenós Kontostephanos; ca. 1128 - 1176/1182) foi um aristocrata bizantino que serviu como governador provincial e comandante militar sob seu tio, o imperador Manuel I Comneno (r. 1143–1180).

## Família
Nascido ca. 1128, João Contostefano foi o filho mais velho de Estêvão Contostefano, que reteve o título de panipersebasto e a posição de grande duque, e a "nascida na púrpura" Ana Comnena, filha do imperador João II Comneno (r. 1118–1143) e sua imperatriz Irene da Hungria; foi então o sobrinho do imperador Manuel I (r. 1143–1180). João teve dois irmãos mais jovens, Aleixo e Andrônico, ambos proeminentes comandantes militares, e uma irmã chamada Irene. Os Contostefanos foram uma família aristocrática que ascendeu até ocupar um papel proeminente no coração da política e poder bizantinos através de casamento com a dinastia comnena. Andrônico casou-se em ca. 1145/1146 com uma membro de nome desconhecido da aristocracia — sua esposa foi frequentemente mal identificada pelos estudiosos modernos com a Teodora que casou-se com o primeiro primo homônimo de João. O casal teve ao menos um filho, chamado Estêvão.

## Carreira
O início da vida de João é desconhecida e ele aparece pela primeira vez em novembro de 1162 num documento relativo a uma disputa de propriedade do Mosteiro da Grande Lavra. Pelo tempo que serviu como duque (governador) de Salonica, com as funções paralelas de apografeu e exísota (avaliador de impostos). Ele é então mencionado entre os frequentadores de um sínodo no Palácio de Blaquerna em março de 1166, junto com seu irmão Aleixo. João também parece ter tomado parte nas campanhas de seu tio Manuel I, mas com a exceção da campanha de 1176 contra o Sultanato de Rum dos seljúcidas na qual não é explicitamente atestado. Mesmo na última, ele não é mencionado no verão de 1176, quando seu irmão Aleixo morreu de doença em Lopádio. É, portanto, incerto se participou na desastrosa Batalha de Miriocéfalo em 17 de setembro. Como não é mencionado depois disso, é possível que foi um dos muitos membros da aristocracia que pereceram na batalha. Segundo Konstantinos Varzos, João estava muito provavelmente morto cerca de 1182, quando seu irmão Andrônico rebelou-se contra o usurpador Andrônico I Comneno.